# فابین آنتونس
فابین آنتونس (انگلیسی: Fabien Antunes؛ زادهٔ ۱۹ نوامبر ۱۹۹۱) بازیکن فوتبال اهل فرانسه است.
از باشگاه‌هایی که در آن بازی کرده‌است می‌توان به باشگاه فوتبال ستاره سرخ و باشگاه فوتبال اوستنده اشاره کرد.